# The Eye (musikalbum av King Diamond)
The Eye är ett konceptalbum av den danska skräcksångaren King Diamond. Albumet släpptes 1990 och igen som remastrad version 1997, dock utan några extraspår. Albumet handlar helt enkelt om den franska inkvisitionen, om häxjakt.

## Låtlista
1. "Eye Of The Witch" - 3:47
2. "The Trial (Chambre Ardente)" - 5:13
3. "Burn" - 3:42
4. "Two Little Girls" - 2:41
5. "Into The Convent" - 4:47
6. "Father Picard" - 3:19
7. "Behind These Walls" - 3:45
8. "The Meetings" - 4:31
9. "Insanity" - 3:00
10. "1642 Imprisonment" - 3:31
11. "The Curse" - 5:42

## Medverkande
- Sång: King Diamond
- Gitarr: Andy La Rocque
- Gitarr: Pete Blakk
- Bas: Hal Patino
- Trummor: Snowy Shaw [1]